# アレックス・ウィルキンソン
アレクサンダー・ウィリアム・ウィルキンソン（Alexander William "Alex" Wilkinson, 1984年8月13日 - ）は、オーストラリア・シドニー出身の元同国代表サッカー選手。現役時代のポジションはDF。
Kリーグ時代の登録名はウィルキンソン（ハングル: 윌킨슨）。

## クラブ経歴
幼少の頃からスポーツ選手としての頭角を現し、ユース時代にはノース・ライドからノーザン・スピリットFCの下部組織に在籍した。この頃のチームメイトにはブレット・ホルマンがいる。2002年に同クラブでプロ選手となると、ライド・シティ・ガンナーズを経て2004年にマンリー・ユナイテッドFCに加入した。
2005年にAリーグのセントラルコースト・マリナーズFCに移籍、2006年11月12日にノエル・スペンサーがスタメン落ちするとキャプテンマークを巻いた。その後スペンサーが怪我で苦しんでいる間、主将としての役割を全うした。これによって2007-08シーズンから正式に主将となった。彼が怪我によって欠場している間はトニー・ヴィドマー、ジョン・ハッチンソンが代わりに主将となった。2011年3月17日には中国の江蘇舜天に短期間のレンタル移籍の運びとなった。その後セントラルコーストに復帰すると合計200試合以上に出場し、後にハッチンソンによって更新されるまで同クラブの歴代最多出場記録を保持した。
2012年7月18日には2年半の契約でKリーグの全北現代モータースに移籍。移籍金は45万ドルと報じられた。
2016年2月にメルボルン・シティFCに移籍しAリーグ復帰を果たした。ファイナルシリーズでメルボルン・シティが敗れるとシドニーFCに移籍、セントラルコースト時代の監督であるグラハム・アーノルドと再会した。加入後は2シーズン連続でリーグのベストイレブンに選出される活躍を見せている。
2023年5月、現役を引退した。

## 代表経歴
2003 FIFAワールドユース選手権にオーストラリアU-20代表として出場経験がある。
2006年8月にはAFCアジアカップに向けてのクウェート戦でA代表に初選出されたものの出場はならなかった。その後カタールのトレーニングの際の37人にも選出された。結局、A代表初出場となったのは2014年3月5日にロンドンのニュー・デン・スタジアムで行われたエクアドルとの親善試合であった。
その後2014 FIFAワールドカップのメンバー入りし、初戦のチリ戦では相手のゴールをクリアした。この時、国際サッカー連盟の新たなゴールラインレビューシステムが初めて使用され、彼は同システムの初使用選手となり、その結果彼のクリアが認められた。
2015年3月30日のマケドニア共和国との親善試合では72分にミル・ジェディナクが交代で退いた事によって、キャプテンマークを代表では初めて巻く事となった。

## エピソード
メルボルン・レクタンギュラー・スタジアムで初めて得点を決めた選手である。

## 代表歴

### 出場大会
- オーストラリア代表
  - 2014 FIFAワールドカップ

### 試合数
- 国際Aマッチ 16試合 0得点（2014年-2015年）[9]

| オーストラリア代表 | 国際Aマッチ | 国際Aマッチ |
| 年                 | 出場        | 得点        |
| ------------------ | ----------- | ----------- |
| 2014               | 11          | 0           |
| 2015               | 5           | 0           |
| 通算               | 16          | 0           |

## タイトル

### クラブ
セントラルコースト・マリナーズ
- Aリーグ : 2007-08, 2011-12
- Aリーグ・プレシーズンチャレンジカップ（英語版）: 2005

全北現代
- Kリーグクラシック : 2014, 2015

シドニーFC
- Aリーグ : 2016-17, 2017-18, 2019-20
- FFAカップ : 2017

### 代表
オーストラリア
- OFC U-17選手権 : 2001
- OFC U-20選手権 : 2002
- AFCアジアカップ : 2015

### 個人
- Kリーグ・ベストイレブン : 2014
- Aリーグ・ベストイレブン : 2016-17, 2017-18, 2019-20